# Cattleya bicalhoi
Cattleya bicalhoi är en orkidéart som beskrevs av Van den Berg. Cattleya bicalhoi ingår i släktet Cattleya och familjen orkidéer. Inga underarter finns listade i Catalogue of Life.

## Bildgalleri

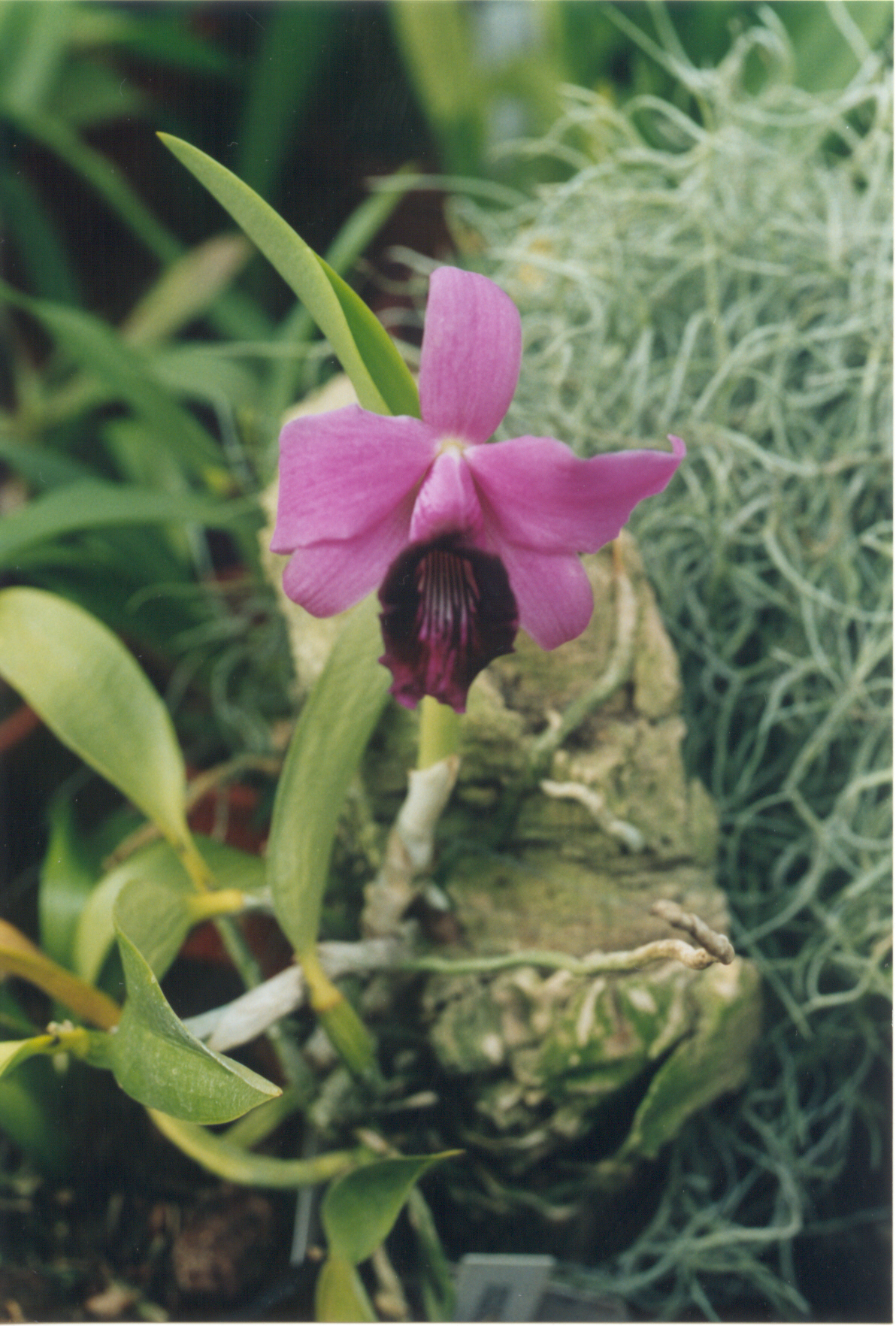
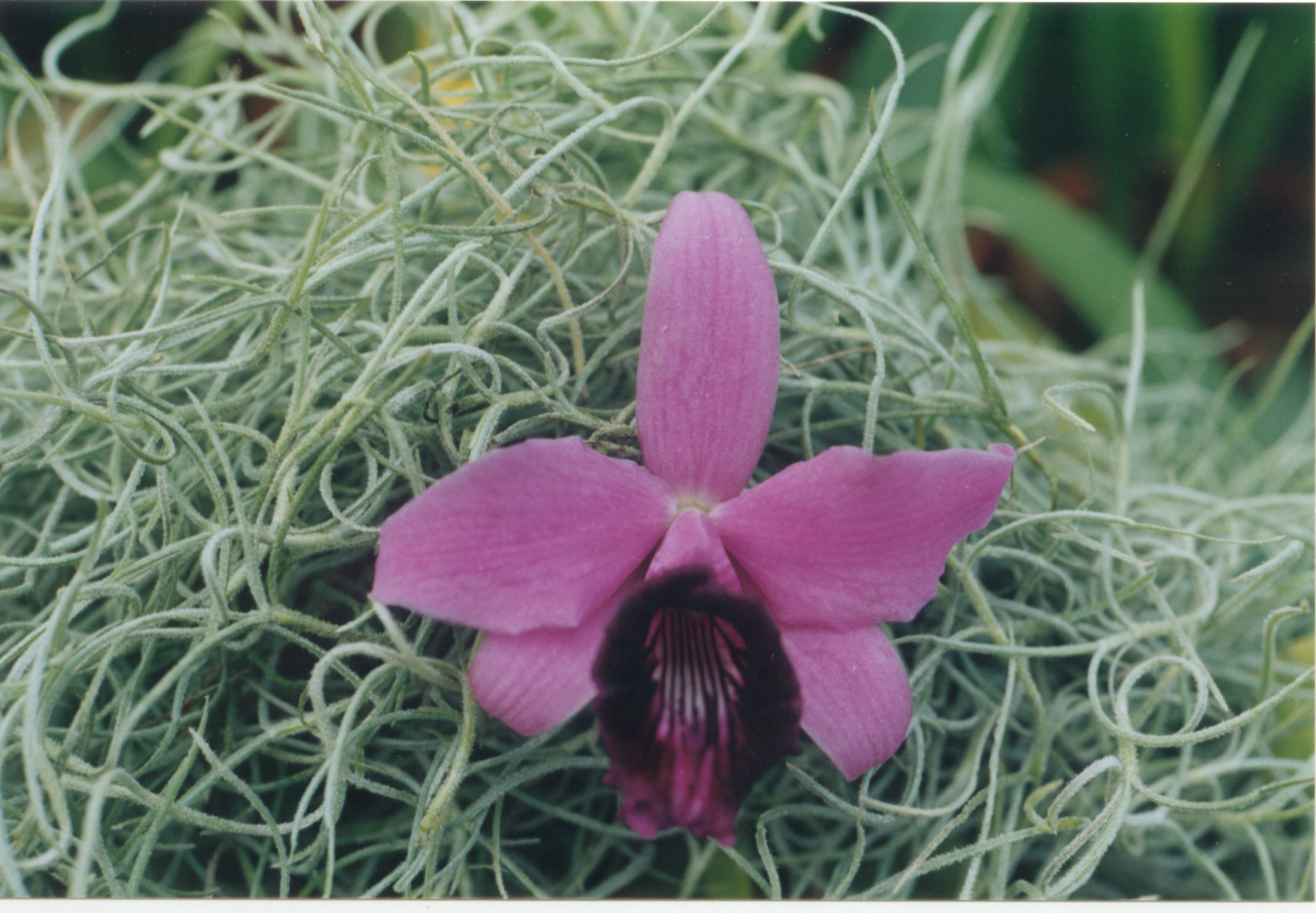
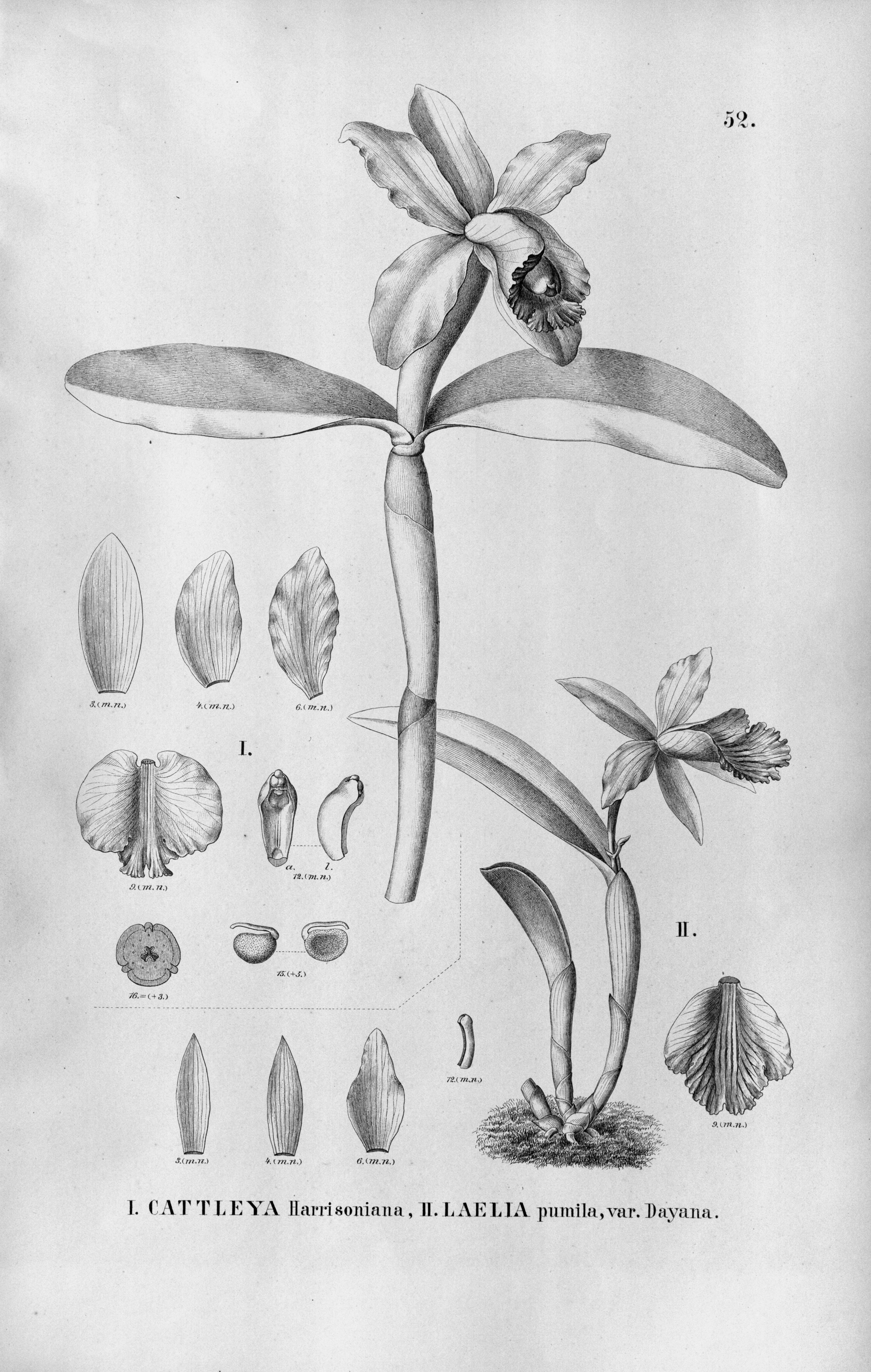
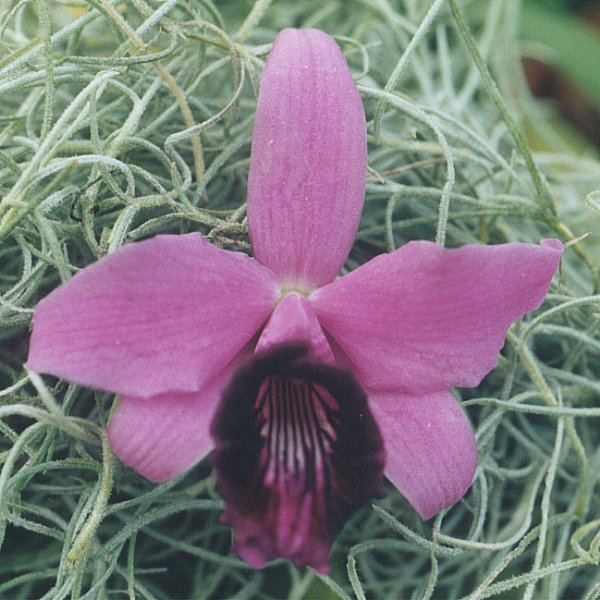
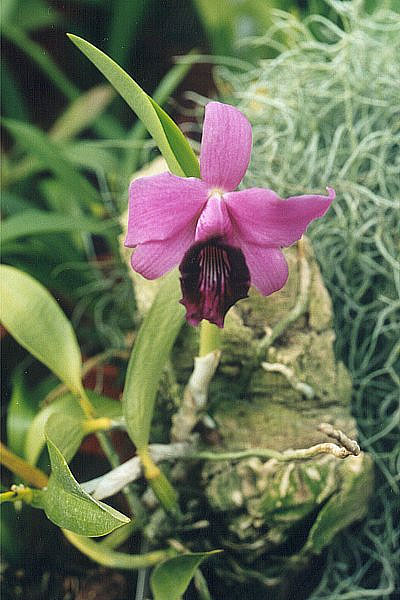